# Herfra til evigheden
Herfra til evigheden (engelsk titel: From Here to Eternity) er en Oscarbelønnet film fra 1953 baseret på en roman af samme navn skrevet af James Jones. Filmen omhandler en deling soldater og disses problemer under deres udstationering på Hawaii i månederne op til angrebet på Pearl Harbor. James Jones' forholdsvist seksuelt eksplicitte roman er omredigeret en del i filmens fortolkning for at imødekomme datidens censur.

## Medvirkende
- Burt Lancaster som sergent Milton Warden
- Montgomery Clift som menig Robert E. Lee Prewitt
- Deborah Kerr som Karen Holmes
- Donna Reed som Alma 'Lorene' Burke
- Frank Sinatra som menig Angelo Maggio
- Philip Ober som kaptajn Dana Holmes
- Mickey Shaughnessy som koporal Leva

## Priser
Filmen modtog 8 Oscar-priser, herunder en Oscar for bedste film og en Oscar for bedste instruktør. De mandlige hovedrolleindehavere Montgomery Clift og Burt Lancaster blev begge nomineret til en Oscar, men vandt ikke prisen. Frank Sinatra fik dog en Oscar for bedste mandlige birolle. Filmen modtog i alt 13 Oscar-nomineringer.